# L'Épave (X-Files)
L'Épave (Piper Maru et Apocrypha) est un double épisode constituant les 15e et 16e épisodes de la saison 3 de la série télévisée X-Files. Dans cet épisode, qui fait partie de l'arc mythologique de la série, Mulder et Scully enquêtent sur une mystérieuse contamination qui frappe des marins ayant retrouvé une épave.
L'épisode marque la première apparition dans la série de l'huile noire. Il a obtenu des critiques très favorables.

## Résumé

### Première partie
Le Piper Maru, un navire français, fait des recherches dans l'océan Pacifique lorsque Gauthier, un scaphandrier, trouve un avion de chasse de la Seconde Guerre mondiale et est contaminé par de l'huile noire. Au siège du FBI, Skinner apprend à Scully que le dossier sur le meurtre de sa sœur est sur le point d'être classé, faute de preuves. Mulder et Scully partent ensuite pour San Diego, où le Piper Maru a jeté l'ancre et où tout l'équipage est hospitalisé pour une exposition à des radiations. Les deux agents trouvent des traces d'huile noire à bord du navire ainsi que des images sous-marines permettant à Scully d'identifier l'avion comme un P-51 Mustang. Pendant ce temps, Gauthier, seul membre de l'équipage qui n'a pas été touché par les radiations, rentre chez lui, et l'huile noire se transmet à sa femme Joan. Mulder arrive chez Gauthier et le trouve évanoui et sans aucun souvenir de ce qui s'est passé. Il trouve également une lettre qui le mène à Jeraldine Kallenchuk, une négociante.
Pendant ce temps, Scully apprend par Christopher Johansen, un ancien compagnon d'armes de son père, que le P-51 faisait partie de l'escorte d'un bombardier transportant une bombe atomique disparu à la fin de la Seconde Guerre mondiale et que presque tout l'équipage d'un sous-marin américain envoyé le chercher avait succombé à des radiations. De son côté, Skinner insiste pour que l'enquête sur la mort de Melissa Scully reste ouverte. Il résiste à des pressions visant à le faire renoncer et se fait plus tard tirer dessus par l'homme ayant abattu Melissa. Mulder suit Kallenchuk jusqu'à Hong Kong tout en étant lui-même suivi par Joan Gauthier. Il découvre qu'elle vend des secrets gouvernementaux et qu'elle travaille avec Krycek. Kallenchuk est tuée par des inconnus, qui sont peu après exposés à des radiations par Joan, tandis que Mulder et Krycek s'enfuient. Mulder rattrape Krycek à l'aéroport et exige de lui la cassette volée dans l'épisode Opération presse-papiers. Krycek lui affirme qu'elle se trouve dans un casier de l'aéroport de Washington. Dans les toilettes de l'aéroport, Krycek est agressé par Joan, qui l'infecte avec l'huile noire.

### Deuxième partie
De retour à Washington, Mulder et Krycek sont pris en chasse par des tueurs envoyés par l'homme à la cigarette qui causent un accident de voiture. Mulder reste inconscient tandis que Krycek se débarrasse des tueurs en les irradiant. Mulder se réveille à l'hôpital, où se trouve également Skinner. Scully lui apprend que l'homme qui a tiré sur Skinner a été identifié comme celui qui a tué Melissa. Skinner révèle que cet homme se trouvait avec Krycek quand celui-ci lui avait volé la cassette, et un portrait-robot est effectué. Grâce à toutes ces informations, Mulder et Scully apprennent que cet homme est un mercenaire nommé Luis Cardinal. Mulder est désormais convaincu que l'huile noire se transmet de corps en corps et qu'elle possède Krycek. Avec l'aide des Lone Gunmen, il accède au casier de Krycek. La cassette n'y est pas mais il trouve néanmoins un numéro de téléphone. De son côté, Krycek donne la cassette à l'homme à la cigarette en échange de la localisation d'un OVNI.
Pendant ce temps, le Syndicat discute de l'affaire du Piper Maru et s'inquiète d'une probable fuite d'informations. Convoqué, l'homme à la cigarette est réprimandé par l'homme bien manucuré pour avoir fait déplacer un OVNI sans leur autorisation ainsi que pour la bavure de Cardinal, désormais recherché. Il promet de régler la situation. En composant le numéro qu'il a trouvé, Mulder entre en contact avec l'homme bien manucuré. Tous les deux conviennent d'un rendez-vous. L'homme bien manucuré explique à Mulder que l'histoire du bombardier disparu a été inventée pour couvrir celle d'un OVNI abattu. Scully accompagne Skinner lors de son transfert en ambulance et est confrontée à Cardinal lorsque celui-ci essaie de terminer son travail. Elle le poursuit et l'arrête. Cardinal révèle à Scully que Krycek s'est rendu dans un ancien silo à missile du Dakota du Nord. Mulder et Scully l'y suivent mais sont capturés par l'homme à la cigarette et ses hommes et sont reconduits à l'extérieur. Plus tard, Mulder apprend à Scully que Cardinal a été retrouvé mort dans sa cellule. Dans le silo, l'huile noire possédant Krycek quitte son corps pour réintégrer l'OVNI auquel elle appartient. Krycek, redevenu lui-même, reste toutefois prisonnier dans le silo.

## Distribution
- David Duchovny : Fox Mulder
- Gillian Anderson : Dana Scully
- Mitch Pileggi : Walter Skinner
- Nicholas Lea : Alex Krycek
- Lenno Britos : Luis Cardinal
- Robert Clothier : Christopher Johansen (première partie seulement)
- Jo Bates : Jeraldine Kallenchuk (première partie seulement)
- Morris Panych : l'homme aux cheveux gris (première partie seulement)
- John Neville : l'homme bien manucuré (deuxième partie seulement)
- William B. Davis : l'homme à la cigarette (deuxième partie seulement)
- Tom Braidwood : Melvin Frohike (deuxième partie seulement)
- Dean Haglund : Richard Langly (deuxième partie seulement)
- Bruce Harwood : John Fitzgerald Byers (deuxième partie seulement)
- Don S. Williams : First Elder (deuxième partie seulement)
- Kevin McNulty : l'agent Fuller (deuxième partie seulement)
- Suleka Mathew : l'agent Caleca (deuxième partie seulement)

## Production

### Préproduction
Le scénario trouve son origine dans deux images que Chris Carter voulait depuis longtemps inclure dans un épisode : celle d'un scaphandrier trouvant un homme encore vivant dans un avion de chasse datant de la Seconde Guerre mondiale, et celle d'un flashback en noir et blanc se déroulant dans un sous-marin. Carter souhaite également que l'épisode marque la réapparition de la cassette vue pour la dernière fois dans Opération presse-papiers.
Frank Spotnitz commence à travailler sur le scénario immédiatement après avoir terminé celui de Monstres d'utilité publique et incorpore à celui-ci l'enquête de Scully sur la mort de sa sœur ainsi que le retour de Krycek. Le nom de l'acteur interprétant Krycek, Nicholas Lea, n'est pas dévoilé au générique de la première partie afin de préserver la surprise. Le titre original de la première partie de l'épisode, Piper Maru, tire son origine des premier et deuxième prénoms de la fille de Gillian Anderson, née pendant le tournage de la deuxième saison. Apocrypha, le titre original de la deuxième partie, se réfère pour sa part aux apocryphes bibliques, qui s'accordent selon Carter au thème des vérités et des documents cachés dans l'épisode.

### Tournage
La séquence pré-générique est filmée dans une citerne où est placée une réplique d'un P-51 Mustang. L'huile noire est fabriquée en mélangeant de l'huile à de l'acétone, ce qui donne à la substance son aspect globuleux. Les effets de l'huile noire dans les yeux des personnes qu'elle possède sont quant à eux réalisés numériquement en postproduction. Nicholas Lea est équipé d'un masque muni de tubes pour la scène où l'huile noire se déverse hors de son corps, une expérience qu'il qualifie d'« horrible » et qu'il doit rééditer une deuxième fois car la scène doit être tournée à nouveau quelques jours plus tard. Le décor du silo à missile où se déroule le dénouement de l'épisode n'est pas terminé lorsque la scène doit être filmée et doit être agrandi numériquement pour donner l'impression d'être plus grand. 
Le réalisateur Kim Manners, qui dirige pour l'occasion son premier épisode relié à la « mythologie » de la série, complimente particulièrement le travail de Gillian Anderson sur l'épisode, affirmant que « son talent et son potentiel ont véritablement explosé entre la première et la troisième saison ». L'actrice considère quant à elle que le tournage a été émotionnellement très difficile pour elle. Dans le film Alien vs. Predator (2004), le brise-glace a pour nom Piper Maru, ce qui est un clin d'œil au nom du navire français qui est aussi le titre original de la première partie de l'épisode.

## Accueil

### Audiences
Lors de sa première diffusion aux États-Unis, la première partie de l'épisode réalise un score de 10,6 sur l'échelle de Nielsen, avec 18 % de parts de marché, et est regardée par 16,44 millions de téléspectateurs. La deuxième partie obtient quant à elle un score de 10,8, avec 18 % de parts de marché, et est suivie par 16,71 millions de téléspectateurs.

### Accueil critique
L'épisode recueille des critiques très favorables. Le magazine Empire le classe à la 6e place des meilleurs épisodes de la série. Le site The A.V. Club le classe parmi les 20 meilleurs épisodes de la série, Todd VanDerWerff et Zack Handlen lui donnant la note de A,.
Le magazine Entertainment Weekly lui donne la note de A, soulignant particulièrement l'interprétation de Gillian Anderson, les scènes trépidantes au cœur de l'enquête de Mulder, « l'intéressante progression du thème principal » et le « l'impressionnant final dans la base de missiles ». John Keegan, du site Critical Myth, lui donne la note de 8/10,. Le site Le Monde des Avengers lui donne la note de 4/4.